# Orphans
 (avril 2012).
Si vous disposez d'ouvrages ou d'articles de référence ou si vous connaissez des sites web de qualité traitant du thème abordé ici, merci de compléter l'article en donnant les références utiles à sa vérifiabilité et en les liant à la section « Notes et références ».
Pour plus de détails, voir Fiche technique et Distribution.
Orphans est un film britannique réalisé par Peter Mullan, sorti en 1998. 
Cette comédie noire met en scène, la veille des funérailles, entre chagrin, colère et tempête, les quatre enfants de la défunte, qui règlent alors leurs comptes avec la vie. Écrit et réalisé par Peter Mullan, dont c'est le premier long métrage, le film a pour principaux interprètes Douglas Henshall et Gary Lewis. Il a été récompensé par le Grand prix de la critique à la Mostra de Venise 1998 et le Grand Prix du Jury au Festival Premiers Plans d'Angers en 1999.

## Synopsis
Trois frères et une sœur se retrouvent pour les funérailles de leur mère à Glasgow.

## Fiche technique
- Titre : Orphans
- Réalisation : Peter Mullan
- Scénario : Peter Mullan
- Musique : Craig Armstrong
- Photographie : Grant Cameron
- Montage : Colin Monie
- Production : Frances Higson
- Société de production : Antoinine Green Bridge, British Screen Productions et Channel Four Films
- Pays :  Royaume-Uni
- Genre : Comédie noire
- Durée : 101 minutes
- Dates de sortie :
  - Italie : 3 septembre 1998 (Mostra de Venise)
  - Royaume-Uni : 7 mai 1999
  - France : 21 avril 1999

## Distribution
- Douglas Henshall : Michael
- Gary Lewis : Thomas
- Rosemarie Stevenson : Sheila
- Stephen McCole : John
- Ann Swan : la mère
- Gilbert Martin : Frank
- Jan Wilson : Sandra
- Lenny Mullan : Julian
- Malcolm Shields : Duncan
- June Brogan : Mona
- Paul Doonan : Lenny, le frère de Dunacan
- Linda Jane Devlin : Evelyn, la serveuse